# Lauxania albipes
Lauxania albipes är en tvåvingeart som beskrevs av Christian Rudolph Wilhelm Wiedemann 1830. Lauxania albipes ingår i släktet Lauxania och familjen lövflugor. Inga underarter finns listade i Catalogue of Life.